# پیاتیخاتکی
پیاتیخاتکی (به روسی: П'ятихатки) شهری است در استان دنیپروپتروفسک که در کشور اوکراین واقع شده‌است. جمعیت این شهر ۲۰٬۵۶۳ نفر است.

## نگارخانه

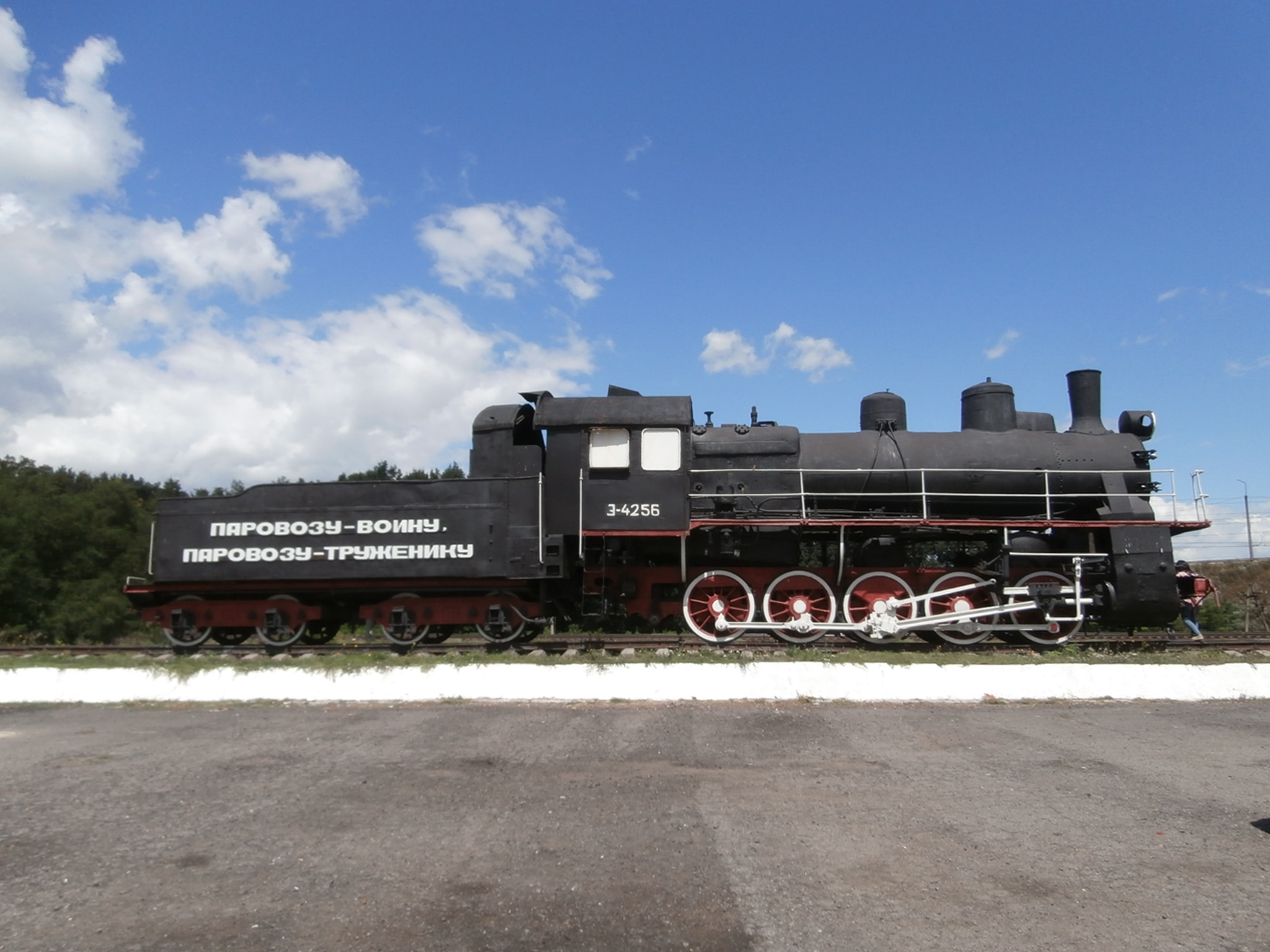
یادبود لوکوموتیو
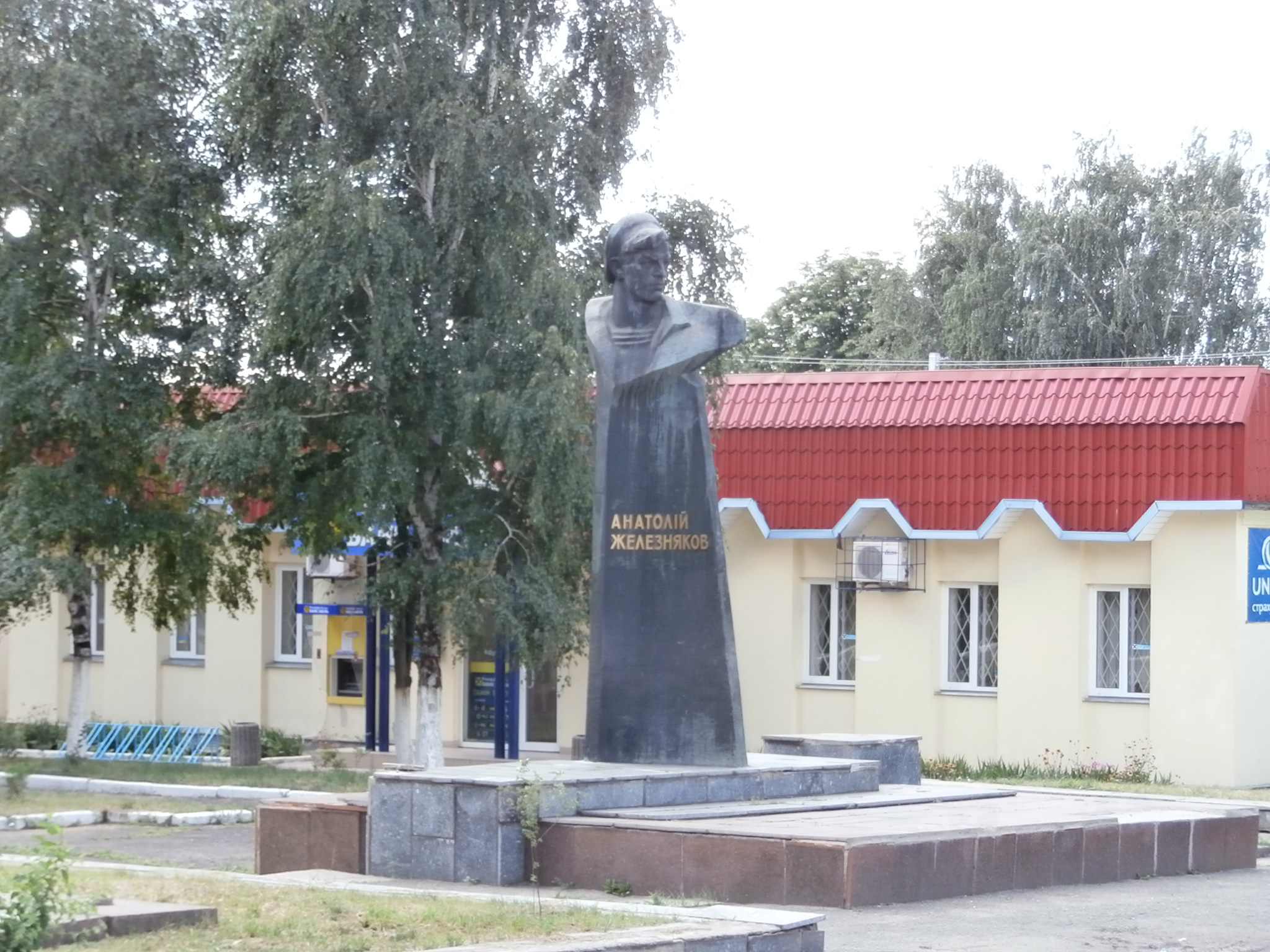
بنای یادبود ملوانان
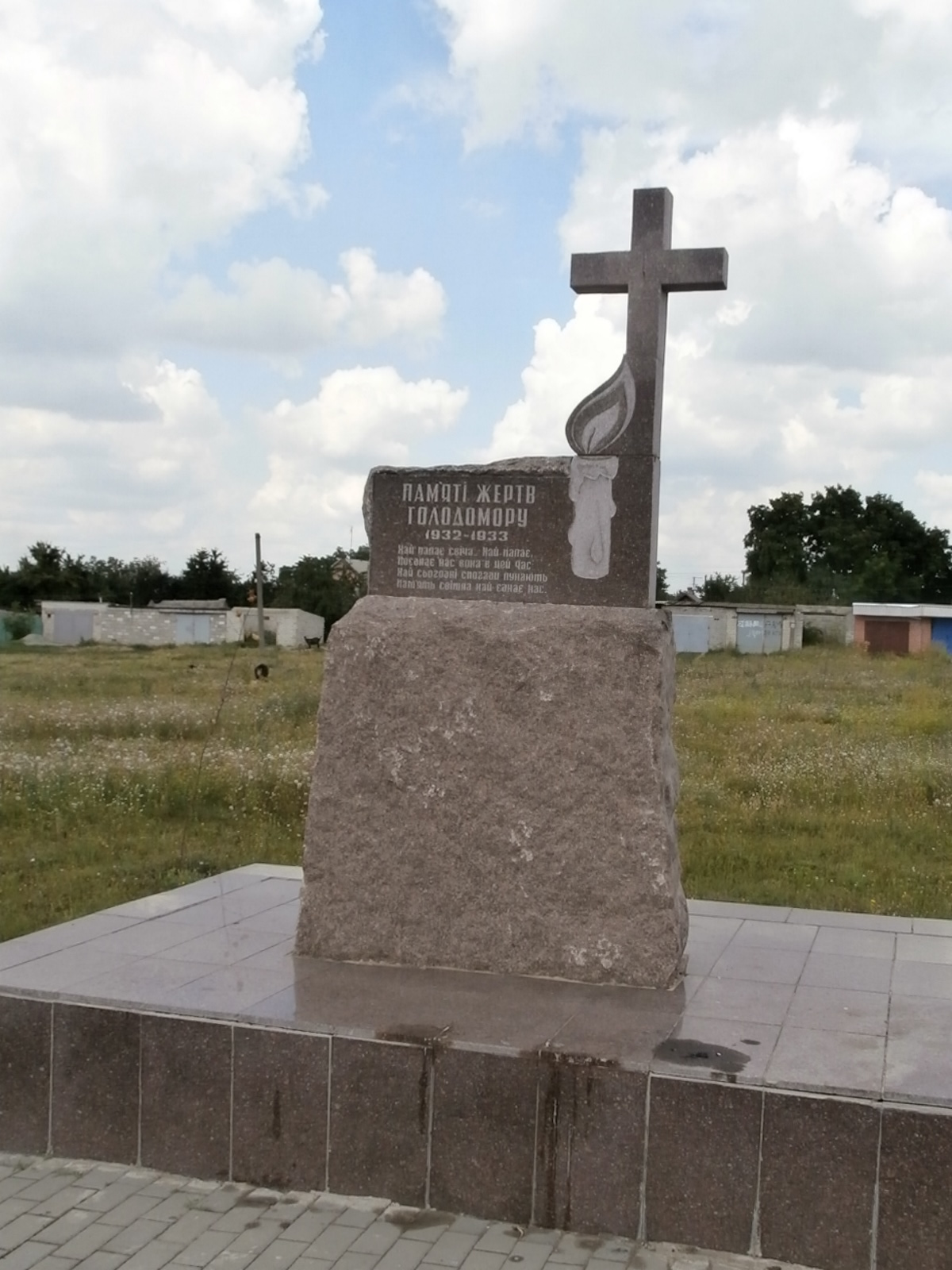
یادبود هولودومور در پیاتیخاتکی
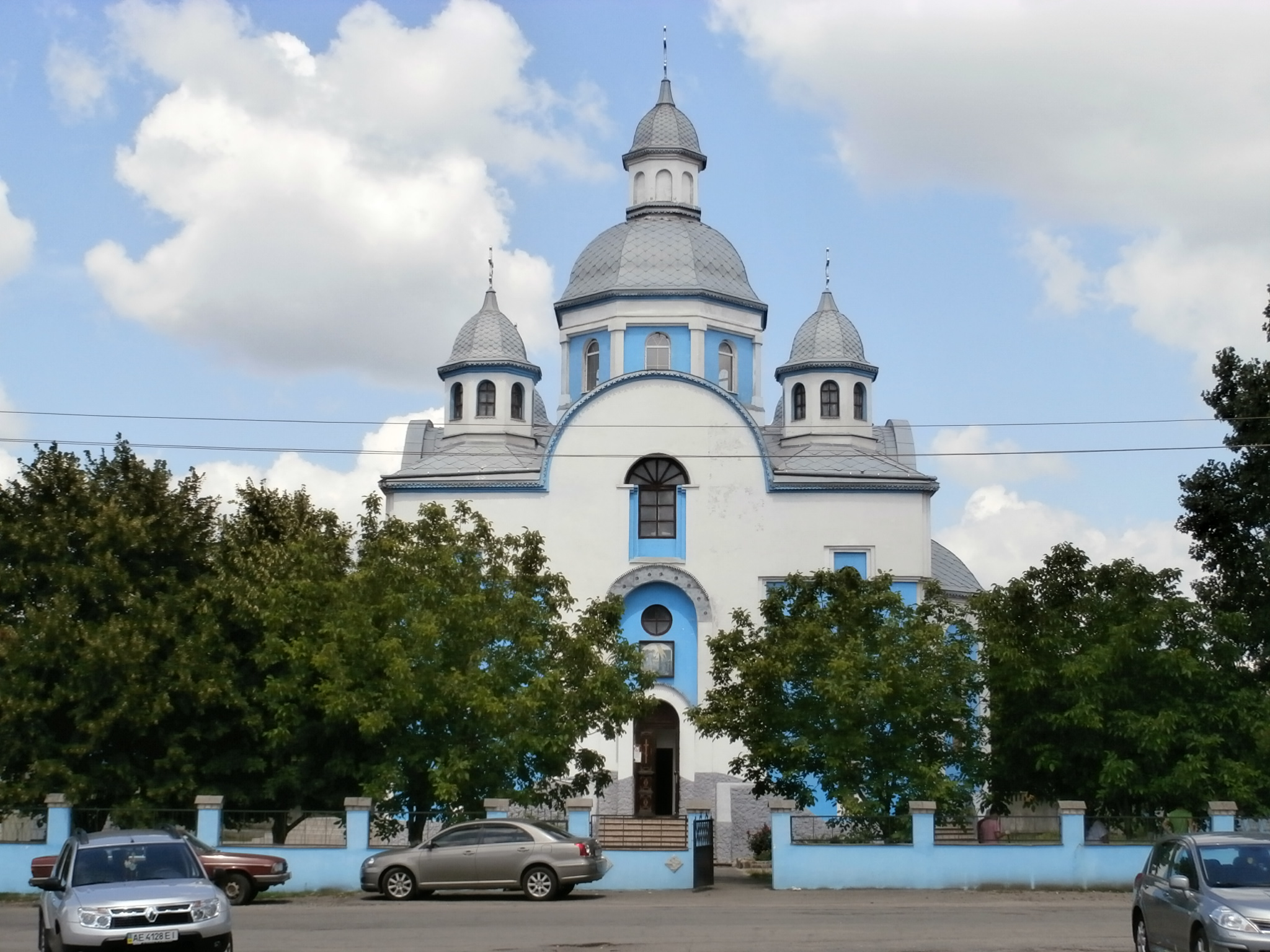
کلیسای پیاتیخاتکی
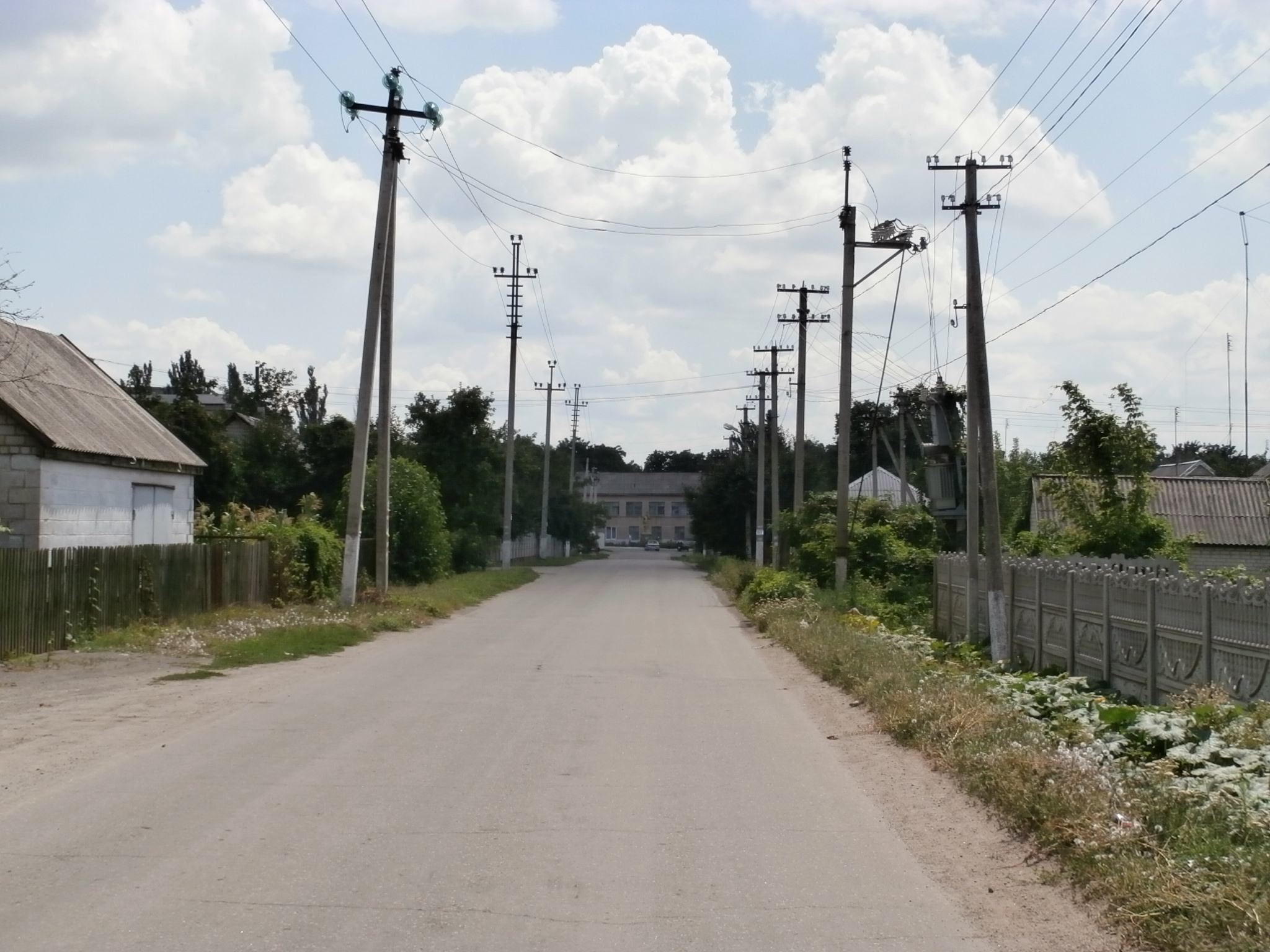
یک خیابان در پیاتیخاتکی